# Старовський Володимир Никонович
Володимир Никонович Старовський (3 травня 1905, село Помоздіно Усть-Сисольського повіту Вологодської губернії, тепер Усть-Куломського району Республіки Комі, Російська Федерація — 20 жовтня 1975, місто Москва) — радянський державний діяч, начальник Центрального статистичного управління СРСР. Член Центральної Ревізійної комісії КПРС у 1961—1975 роках. Депутат Верховної Ради СРСР 6—8-го скликань. Доктор економічних наук (1940), професор (1934). Член-кореспондент Академії наук СРСР (1958). Герой Соціалістичної Праці (30.04.1975).

## Життєпис
Народився в родині вчителя. Початкову освіту здобув у сільській школі.
У 1919—1921 роках працював діловодом і статистиком Усть-Сисольського повітового статистичного бюро. У 1921—1923 роках — помічник, заступник завідувача обласного статистичного бюро в місті Сиктивкарі. У 1923 році без відриву від виробництва закінчив вечірню середню школу в місті Сиктивкарі.
У 1923—1926 роках — студент статистичного відділення факультету суспільних наук (радянського права) 1-го Московського державного університету. У 1926—1930 роках — аспірант Інституту економіки Російської асоціації науково-дослідних інститутів суспільних наук.
Одночасно у 1924—1925 роках працював статистиком Вищої ради народного господарства СРСР, у 1926—1930 роках — статистиком і науковим співробітником Центрального статистичного управління СРСР. 
У 1930—1931 роках — науковий співробітник економіко-статистичного сектора Держплану СРСР.
У 1931—1939 роках — в апараті Центрального управління народногосподарського обліку (ЦУНГО) Держплану СРСР: науковий співробітник (1931—1932), заступник начальника відділу кадрів з навчально-методичної частини (1932—1936), консультант начальника (1936—1937), заступник начальника бюро Всесоюзного перепису населення (1937—1939).
Одночасно у 1934—1940 роках — викладач Планової академії.
Член ВКП(б) з 1939 року.
У 1939—1940 роках — заступник начальника Центрального управління народногосподарського обліку Держплану СРСР.
У жовтні 1940 — березні 1941 року — начальник Центрального управління народногосподарського обліку Держплану СРСР.
У березні 1941 — 10 серпня 1948 року — начальник Центрального статистичного управління Держплану СРСР. Одночасно у березні 1941 — серпні 1948 року — заступник голови Державної планової комісії при РНК (РМ) СРСР.
10 серпня 1948 — 6 серпня 1975 року — начальник Центрального статистичного управління при Раді міністрів СРСР. У листопаді 1957 — 6 серпня 1975 року входив до складу Ради міністрів СРСР.
Указом Президії Верховної Ради СРСР від 30 квітня 1975 року за великі заслуги перед Комуністичною партією і Радянською державою і в зв'язку з сімдесятиріччя з дня народження Старовському Володимиру Никоновичу присвоєно звання Героя Соціалістичної Праці з врученням ордена Леніна і золотої медалі «Серп і Молот».
Автор наукових праць з теоретичних проблем статистики, математичної статистики та статистики населення.
З серпня 1975 року — персональний пенсіонер союзного значення в Москві.
Помер 20 жовтня 1975 року після важкої і тривалої хвороби. Похований в Москві на Новодівочому цвинтарі.

## Нагороди і звання
- Герой Соціалістичної Праці (30.04.1975)
- чотири ордени Леніна (26.07.1939, 4.05.1955, 15.03.1960, 30.04.1975)
- орден Жовтневої Революції (3.09.1971)
- два ордени Трудового Червоного Прапора (29.05.1944, 31.12.1966)
- орден «Знак Пошани» (21.02.1941)
- медалі